# Estádio Nacional Indoor de Pequim
O Estádio Nacional Indoor é uma arena indoor localizada na Olympic Green, parque que concentrou as principais instalações dos Jogos Olímpicos de 2008, em Pequim, na China. O ginásio foi construído visando esta edição olímpica.
O ginásio foi aberto em 26 de novembro de 2007, com um evento teste de ginástica artística.
Nas Olimpíadas de Pequim, o local sediou as competições de ginástica artística e de trampolim e o handebol. Atualmente o ginásio é utilizado para competições esportivas, fins culturais ou de entretenimento, e ainda serve como uma área multifuncional de lazer para os residentes próximos. O ginásio comporta dezenove mil pessoas e ocupa uma área total de 80.900 m²
Nos Jogos Olímpicos de Inverno de 2022 foi usado como um dos estádios do Hóquei no gelo.

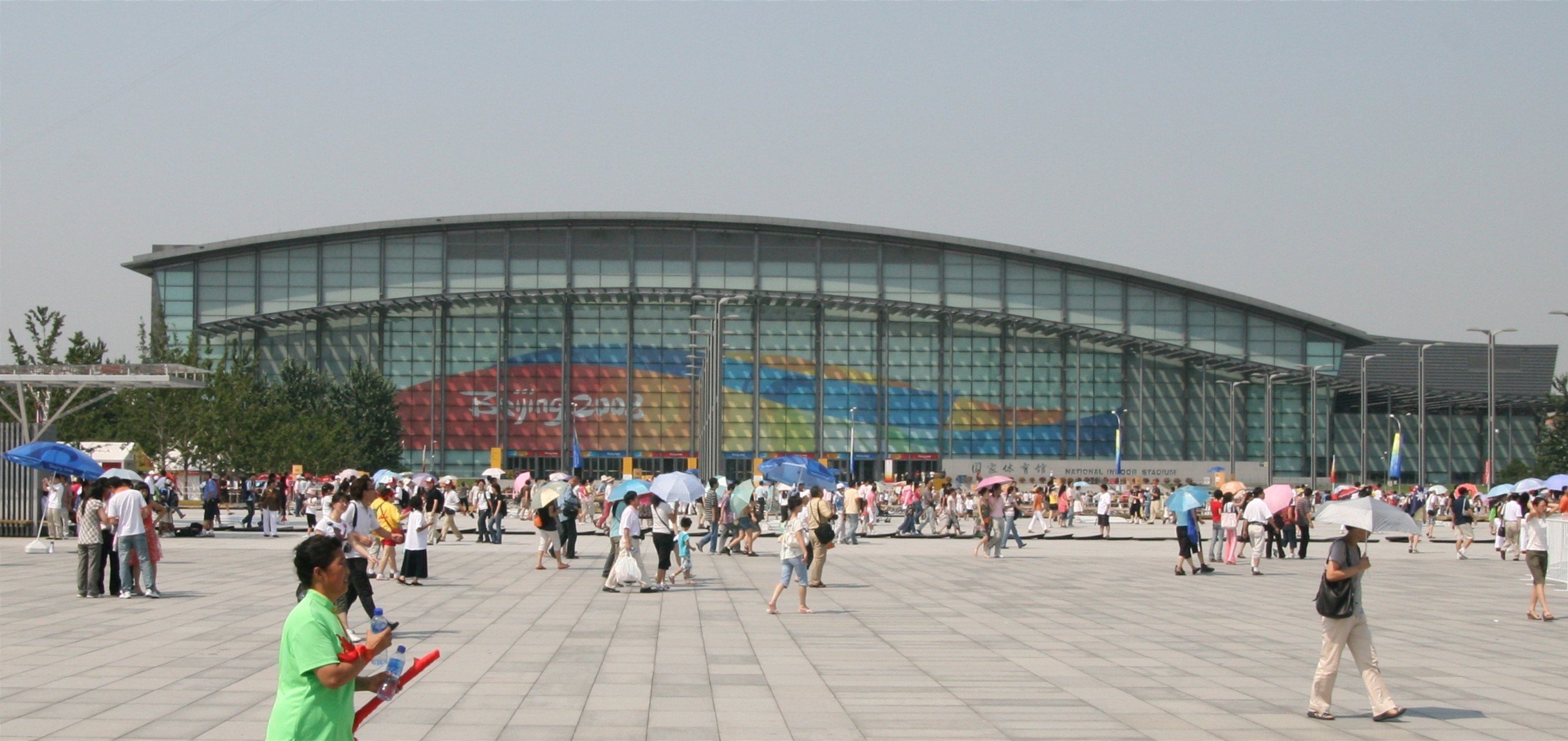
Estádio Nacional Indoor de Pequim

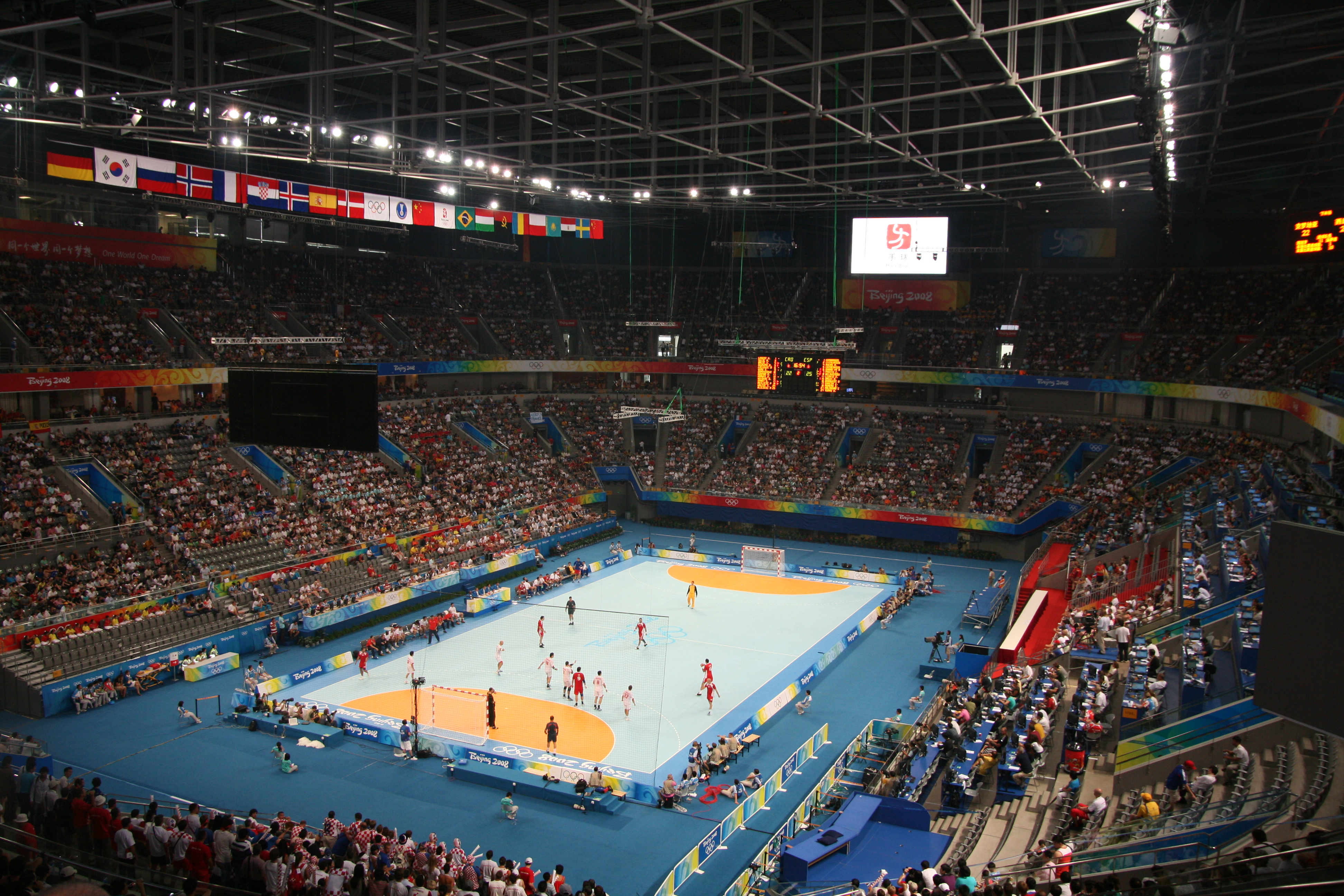
Visão interna do ginásio